# Whirlpool Productions
Whirlpool Productions is een Duitse danceact bestaande uit Eric Clark, Justus Köhncke en Hans Nieswandt.
In 1997 werden ze bekend met de hit From Disco To Disco. 

## Discografie

### Singles
| Single met hitnotering(en) in de Vlaamse Ultratop 50 | Datum van verschijnen | Datum van binnenkomst | Hoogste positie | Aantal weken | Opmerkingen |
| ---------------------------------------------------- | --------------------- | --------------------- | --------------- | ------------ | ----------- |
| From: Disco To: Disco                                | 1996                  | 12-07-1997            | 19              | 12           |             |

| Single met eventuele hitnotering(en) in de Nederlandse Top 40 | Datum van verschijnen | Datum van binnenkomst | Hoogste positie | Aantal weken | Opmerkingen             |
| ------------------------------------------------------------- | --------------------- | --------------------- | --------------- | ------------ | ----------------------- |
| From: Disco To: Disco                                         | 1996                  |                       | tip4            |              | Dancesmash op Radio 538 |